# مشناه
المشناه أو مَثْنَاة (بالعبرية: המשנה) كلمة عبرية مشتقة من الفعل العبري «شناّّه» ومعناها بالعربية (يُثنٌّي أو يكرر) ولكن تحت تأثير الفعل الآرامي «تانا» أصبح معناها (يدرس)، ثم أصبحت الكلمة تشير بشكل محدد إلى دراسة الشريعة الشفوية، وهي أول ما ألف في التوراة الشفهية، وتتضمن الشرائع ومجموعة واسعة من الشروح والتفاسير تتناول أسفار العهد القديم التي قالها التنائيم (المفسرين). وهناك آراء مختلفة حول بداية صياغة المشنا، لكن اُتُّفِقَ على أن تحريرها وصياغتها النهائية تمت في نهاية فترة التنائيم، في بداية القرن الثالث، بواسطة الرابي يهودا الناسي وحكماء جيله.

## أجزاء المشناه

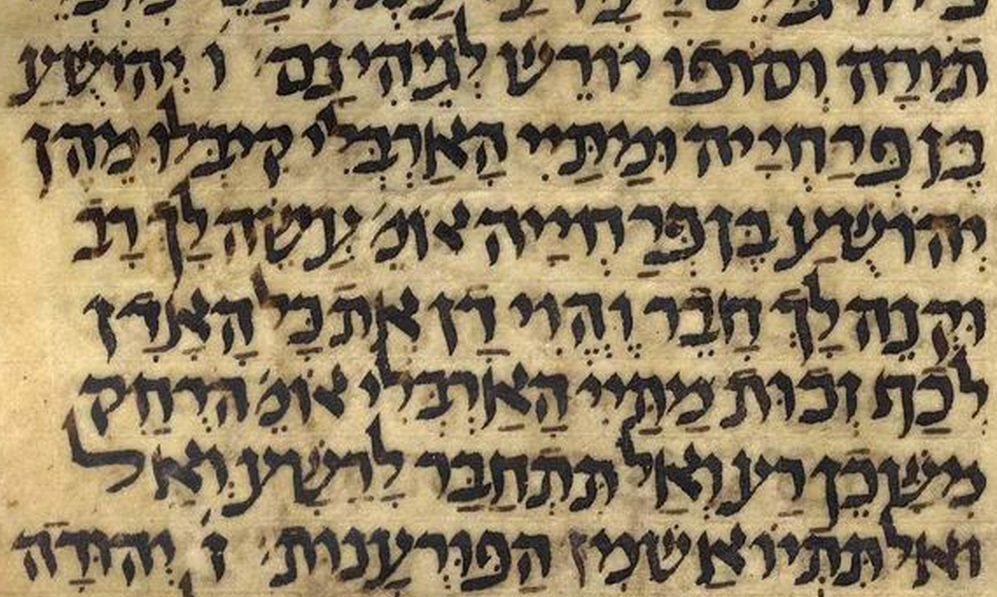
مخطوطة من مسيخة أفوس وتعتبر من أهم مخطوطات المشناه.

تنقسم المشناه لستة أجزاء (شاس أي الأجزاء الستة):
- سيدر زرعيم (البذور) يتناول الشرائع المرتبطة بالأرض
- سيدر موعيد (المواعيد) يتناول الأجازات والأعياد والصيام.
- سيدر نشيم (النساء) يتناول شئون الأسرة، الزواج والطلاق وغيرها.
- سيدر نزيقين (الأضرار) يتناول التشريع المدني والجزائي، وطريقة عمل المحاكم وتحليف الأيمان
- سيدر كدوشيم (المقدسات) يتناول شئون معبد القدس والقرابين.
- سيدر طهروت (الطهارة) يتناول شؤون الطهارة.

ومن المعتاد استخدام الاختصارات للمساعدة في تذكر السيدر مثل شاس.
وكل سيدر ينقسم لمسخوت- إجماليها 63، وكل مسيخت تنقسم لأجزاء. كل فصل ينقسم لقطع تسمى «هلخوت» (الاسم الذي كان منتشر قديما) أو «مشنيوت» (الاسم المنتشر حالياً) وبينما كان تقسيم الفصول ثابت نسبياً ومتبع في معظم المخطوطات، فإن تقسيم الهلخوت يشهد اختلافاً وعدم ترابط بين المخطوطات المختلفة. وحجم الفصول لا يختلف فيما بينها، ويبدو أن هذه كانت الرؤية الأساسية في تقسيم الفصول، وليس فقط حسب التقسيم الموضوعي.
يوجد في المشناه 523 فصل، لكن معظم النسخ المطبوعة حالياً تتضمن الفصل الرابع من مسيخت بيخوريم (هو الفصل 11 والأخير في سيدر زرعيم)، والتي في الأصل كانت جزءاً من الإضافات، وكذلك فصل «كنيان توراة» الذي أعاد صياغة الفصل السادس من مسيخت أفوت.

## أسلوب المشنة
لغة المشناه موجزة، وهناك من يشبهها بلغة الشعر. والمشناه تقال شفهياً، وهي مليئة بتعابير لغوية وشكلية وجوهرية تسهل من التذكر. وفي عدة حالات تكون الهلخوت في المشناه صريحة، لكن في حالات كثيرة ترد في المشناه عدة آراء مختلف عليها بدون حسم واضح. وأحياناً يكون تفسير المشناه بعيد عن مضمون الهلخاه، أو تثير جدلاً حول الهلخاه. وقليلة هي الحالات التي تتضمن بها المشناه أقوال ليست تشريعية في الأساس.
وتتطرق أحياناً المشناه لمناقشة شئون الأقداة (الإسرائيليات).

### المشناه المفتوحة (الكاشفة)
كمثال للتكوين الأساسي للمشنا، نستحضر هنا المشناه الكاشفة الخاصة بمناقشة وقت صلاة شمع في المساء، ويمكن أن نتعلم من المشناه الأولى الكثير عن شكل المشناه بأكملها.
| مشناه | منذ متى يقرؤن (اسمع) في المساء؟ من وقت دخول الكهنة للأكل من هباتهم. حتى نهاية نوبة الحراسة الليلية الأولى- أقوال الرابي اليعازر. والحاخامات يقولون: حتى منتصف الليل. رابان جمليائيل يقول: حتى يطلع الفجر وعندما حضر أبنائه من المطعم قالوا له: لم نقرأ شمع. قال لهم: إذا لم يطلع الفجر- ملزمون أنتم بالقراءة. وليس هذا فقط: بل أن كل ما قاله الحاخامات "حتى منتصف الليل"- وصيتهم حتى يطلع الفجر. حرق الدهن والأطراف- وصيتهم حتى يطلع الفجر وكل المأكولات في يوم واحد- وصيتهم حتى تطلع صفحة الفجر. وإذا كان كذلك، لماذا قال الحاخامات "حتى منتصف الليل؟" : لكي يبعدوا الإنسان عن الإثم. | مشناه |

في هذه المشناه يتواجد جدال فكري بين ثلاثة آراء مختلفة حول نهاية وقت صلاة شمع. ونظراً لأن صلاة شمع تُتَعَلَّم شفهياً، وتُكْتَب المشناه أحياناً على هيئة حوار أو أسئلة وأجوبة، فكثيراً ما تنتهي تلك الاختلافات بدون حسمها شرعياً. كما أن المشناه أيضا لاتقدم خلفية أساسية للمواضيع التي تناقشها، مثل حقيقة وجوب تلاوة صلاة شمع في كل مساء وفي كل صباح، أو حتى تعريف صلاة شمع ولماذا يجب تلاوتها، والأبعد من ذلك أنها موجه من الرب إلى كتاب المشنا، ولذلك تستهل المشناه فقط بسؤال «منذ متى؟».
لإجابات التي وردت على سؤال متى يجب تلاوة صلاة شمع، تُظهِر الاختلاف في المشناه بين القديم والجديد. فهي لا يستدل عليها بواسطة الإشارة إلى مدلول طبيعي مثل ظهور النجوم أو ساعات اليوم، بل يُحَدَّد وقتها وفقاً للمناهج المتبعة لدى الكهنة.
ويختلف الباحثين بشأن ما إذا كانت صلاة شمع في المساء متبعة عند الكهنة في المعبد، أم اُتُّبِعَتْ بعد ذلك. ولكن بدون أدنى شك، فإن المشناه تربط بين تلاوة دعاء شمع وبين الهيكل الذي دمر قبل تأليفها بخمسمائة عام، وتظهر الجدال الفكري القائم في أحيان كثيرة بين التجديد من عدمه. وتحدد المشناه ترتيب نظام الحياة اليهودية في العالم الذي دُمِر فيه الهيكل، وإن العبادة لم يبتدعها الكهنة ولكنها منزلة من الرب. من جهة نجد أن المشناه تربط بين نمط الحياة الحديث وتمزجه بنمط الحياة القديم، ولكن المشناه في الوقت نفسه في افتتاحيتها تربط نظام الحياة الجديد وفقاً للنظام الذي كان متبعاً في الهيكل.

### ثقافة الاختلاف
إن المتأمل في حكم الآية للمشنا يكتشف على الفور أن مايميزها من بدايتها حتى نهايتها هو الخلاف.
وهذه السمة الخاصة بالمشناه أصبحت عنصراً محورياً لكل كتابات «خزال»: كتب التفاسير الشرعية وتفاسير الأساطير والتلمود. هذا النوع من الأدب كان في وقته بمثابة خطوة جديدة، وتغييراً جوهرياً في النسخ المنقولة الخاصة بالاختلاف، التي لم تعط كشريعة واضحة ولكن كمجموعة مناقشات واختلافات. والاختلافات تحدث تحولاً عميقاً بين نموذج الأنبياء ونموذج الكهنة. فالأنبياء يستمدون صلاحياتهم وسلطتهم من وحي مباشر من الرب، الأمر الذي يحول دون وقوع أي اختلاف لأن هناك قول رب واحد وحقيقة واحدة فقط وإذا حدث اختلاف بين نبيين فمعنى ذلك أن أحدهما كاذب. وفي مقابل ذلك يستمد الحاخامات سلطاتهم وصلاحياتهم من كونهم مفسرين، وتلك الصلاحيات استمدت من كونهم أمناء على الطقوس ونقلها للجمهور ومن هنا أيضا تكمن قدرتهم على شرحها وتعليمها. لذلك يجب أن يكون هناك اختلاف بين المفسرين نتيجة أنهم لا يتحدثون باسم الوحي. فالمشناه هنا ترمز لعهد جديد في نمط تعليم التوراة حيث لا يُتَحَدَّثُ باسم الأنبياء بل باسم الحاخامات، ومنبع هذا المنهاج هو المعابد.

## لانتقال للتعلم بالأسلوب المشناوي
يعتقد غالبية الباحثين أن طريق المدراش أقدم من طريق المشنا. ويستند اعتقادهم هذا على منطقهم وعلى أقوال الرابي شريرا جاؤون. والباحث افراهام جولدبرج، الذي يختلف معهم، بأسس أقواله على مخطوطة الهيكل، والتي تُعد مصدر لتوراة الشفهية الأسيونية المكتوبة منذ عصر يوحنان هوركنوس. والتوراة الشفهية الخاصة بهم ليست مستمدة من المكتوب، ويمكن الافتراض بأن الفريسيون أيضا كان لهم توارة شفهية كهذه.

## تنظيم المشناه
يشكل تنظيم المشناه في مستهل القرن الثالث خلاصة تعلم الشريعة على مدار مئات السنين التي سبقتها. فالمشناه تتضمن اقتباسات من الشرائع التي جاءت على لسان تنائيم سابقين، وتشتمل تقريباً على جميع نواحي الشريعة من خلال تقسيمها لمواضيع. ولم تدخل معظم أقوال التنائيم إلى المشنا. وتسمى أقوال التنائيم التي لم تدخل في المشناه (برايتا أي خارجي). وبالإضافة إلى المشناه توجد تصنيفات أخرى لأقوال التنائيم، من بينها هتوسفتا، التي رُتبت وفقاً لنفس ترتيب المشنا، ومدراشي هلخاه مثل مخيلتا (أقوال يسمعائيل)، مخيلتا (أقوال الرابي شمعون بار يوحاي)، سفرا، سفري بمدبار، سفري زوتا بمدبار وسفري دفريم، مخيلتا لدفريم وسفري زوتا دفريم. وهناك المزيد من البرايتوت موجودة داخل مؤلفات الأمورييم مثل التلمود البابلي والتلمود اليروشليمي ومدرشي الآجاداه. بينما فُقدت العديد من البرايتوت الأخرى على مر العصور. والمواضيع التي لم تدخل إلى المشناه بشكل مرتب تتضمن شرائع الجاريم (المتهودين)، الختان، والحنوخاه (عيد في اليهودية) وهناك افتراضات مختلفة لأسباب ذلك.

## كتابة المشنا
من الدارج تعلم الشريعة في عصر حاخامات الهيكل الثاني بأسلوب الحفظ بدون تدوينها، ولذلك سُميت «توراة شفهية». ويمكن أن نجد أدلة عديدة في مصادر الحكماء تفيد بأن تلاميذ الحكماء عرفوا المشناه شفهياً. وعلى ما يبدو فإن المشناه لم تُتَعَلَّم كتابتاً إلا مع بداية فترة الجاؤونيم عندما كثرت الشرائع وبدأت كتابة كتب التلمود المختلفة. وهناك آراء في التراث تربط كتابة المشناه بمعاناة تدمير الهيكل والشتات، لكن ليس لهذا القول إي سند في المصادر الدينية. وهناك باحثين يزعمون أن المشناه بالفعل لم تُتَعَلَّم كتابة في المعبد، لكن الطلاب اعتادوا أن يدونوا لأنفسهم قوائم في المنزل للاستذكار الذاتي. ويمكن أن نجد سنداً على ذلك من القصص المختلفة في التلمود التي تتحدث عن «مخطوطات خفية» كُتبت في أيام التنائيم وعُثر عليها في فترة متأخرة جداً.
يقول الرابي يوحنان في التلمود إن:«مجرد متنيتين (مشنا)الرابي مائير، مجرد توسفتا رابي نحميا، مجرد سفرا رابي يهودا، مجرد سفري رابي شمعون، وذلك بحسب أقوال عقيفا.» (التلمود البابلي، مسيخت سنهدرين صفحة 86، عمود 1) يقصد ببساطة أن كل واحدة من تلك المؤلفات كُتبت وفق شريعة نفس التنائي، وأن مرور هذه الشريعة بالتراث كان بواسطة بيت مدراش نفس التنائي.

## تعلم المشنا

اثنان من اليهود القدامى يقرؤون المشناه في بيت كنيست عام 1924.

في أيام ما بعد تنظيم المشنا، تحولت المشناه إلى مخطوطات شرعية مسيطرة، وغيرت شكل عالم تعليم الشريعة. ومن المألوف وصف القائمين بالنقل بلقب حكماء العصر، وحتى أيام المشناه كان يطلق على الحكماء تنائيم، وبعد ختم المشناه أُطلق على هؤلاء الحكماء أموريم. وتعلم الاموريم في بابل وفي إسرائيل الشريعة بالتوافق مع المشناه وحظروا إلى أنفسهم الاختلاف مع أقوال التنائيم. وبعد عصور أخرى من تعلم الشريعة، تبلورت التقاليد التفسيرية والشرائعية تجاه المشناه في مؤلف منفصل-التلمود. سواء في التلمود البابلي أو في التلمود اليروشلمي، وتعتبر المشناه هي الأساس لكل شيء، وتستند عليها المناقشات المختلفة. مع ذلك، فإن كتب التلمود تتناول في الأساس أجزاء من المشناه المرتبطة بالشريعة، وبناء على ذلك نجد أن جزء من فصول النقاش التلمودي يُعد جزئي، أو غير موجود في الأساس. بالإضافة إلى دورها التشريعي، فإن المشناه تُستخدم اليوم في الأبحاث كمصدر للمعلومة تجاه أساليب الحياة وتجاه لغة العصر التي كتبت به.

## المخطوطات اليدوية للمشنا
معظم المخطوطات اليدوية الخاصة بالمشناه تعود إلى القرن الثالث عشر ولاحقاً، وهناك عدد من المخطوطات اليدوية القديمة موجودة اليوم. أقدمها وأهمها هي مخطوطات وادي القمران، الذي يُقدر زمن كتابتها ما بين القرنين الحادي عشر والثاني عشر للميلاد، وهي مخطوطة يدوية تتضمن كل صيغة المشناه باستثناء صفحة واحدة، وبإضافة تشكيل يبدو أنه تمت إضافته في وقت لاحق. وهذه المخطوطة موجودة حالياً في المكتبة الأكاديمية للعلوم في «بودابست».
وهناك مخطوطة أخرى هي مخطوطة برما اليدوية، التي تحتوي على كل صيغة المشنا، والتي كُتبت أيضاً على مايبدو في القرن الحادي عشر في إيطاليا. الجزء الأول من المخطوطة مشكلة تشكيلاً كاملاً، والباقي بتشكيل جزئي. وحتى في هذه المخطوطة اليدوية أيضا يُعتقد أن التشكيل أُضيف إليها في وقت متأخر. وهناك مخطوطة أحدث هي مخطوطة كامبردج لو (Lowe)التي تعود لعام 1350 ميلادياً تقريباً. وهناك أيضا مخطوطات يدوية أقدم ولكنها جزئية، هي المخطوطات اليدوية التي عُثِرَ عليها في جنيزا القاهرية، والتي يعود جزء منها إلى أيام الجاؤونيم.

## مفسري المشنا
كُتب للمشنا العديد من التفسيرات، وهذه التفسيرات تعتبر أقل مما كُتب للتلمود البابلي. وإحدى الأسباب المحتملة لذلك هي أن فهم المشناه أبسط نسبياً، وهي مكتوبة بعبرية أرض إسرائيلية. والسبب المحتمل الثاني هو أن التلمود البابلي أصبح هو المادة الأساسية التي تُتَعَلَّم، والأساس المباشر لكتب الشُراح (مثل الرابي اسحاق الفاسي والرابي موسى بن ميمون وطلاب الحاخامات) ولذلك كُتبت الغالبية العظمى من التفسيرات عنها.

### التفاسير الكلاسيكية
- التفسير المشنائي الذي كتبه الرابي موسى بن ميمون (1138-1204) وهذا التفسير مكتوب باللغة العربية اليهودية. الترجمة العبرية تمت في العصور الوسطى (على يد مترجمين مختلفين لسيدريم مختلفة على مدار مئات السنين) وضُمت لمسيخوت المشناه في طبعة مشنا فيلنا. وهناك ترجمة جديدة لتفسير الرابي موسى بن ميمون كُتبت في العصر الحديث على يد الرابي يوسف قافيه، من عدة مخطوطات يدوية، من بينها مخطوطات مكتوبة بخط يد الرابي موسى بن ميمون نفسه (الموجودة حالياً في مكتبتي الجامعة العبرية بالقدس وجامعة أكسفورد).
- تفسير الرابي عوفاديا مفرتنورا (1450-1510) المعروف بتفسير الرابي عوفاديا مفرتنورا (يسمى «نفسير الرابي» أو «البرتنورا» بلغة الدارسين). وهذا التفسير يستند في الأساس على التفاسير الخاصة بالرابي شلومو يتسحاقي (للتلمود) والرابي موسى بن ميمون. وهذا التفسير يظهر في الغالبية العظمى من نسخ المشنا، وهو التفسير الأوسع انتشاراً للمشنا من بين التفاسير الكلاسيكية.
- تفسير «إضافة يوم توف» للرابي يوم توف ليفمان هلر (1579-1654) كُتب كإضافة لتفسير الرابي عوفاديا مفرتنورا (فيما يشبه «الإضافات» الخاصة بتفسير الرابي شلومو يتسحاقي للتلمود)، وطُبع في حياة المؤلف. وهذا التفسير الطويل، أو اختصاره («أساس إضافة يوم توف») طُبع في معظم نسخ المشناه إلى جانب تفسير الرابي عوفاديا مفرتنورا. وهو تفسير أوسع من تفسير الرابي عوفاديا مفرتنورا، ويتناول أيضا صعوبات وذرائع المشنا، وأيضا تحديد الصيغة الدقيقة للمشنا.
- تفسير «ملاخات شلومو-ثمرة عمل شلومو» للرابي شلومو عدني، الذي يظهر في نسخة فيلنا، هو تفسير متعمق، ويختلف عن غيره حيث أنه يسعى إلى تبسيط المشناه حتى في المواضع التي لا تتوافق مع «القمارا». وهو أيضا يناقش توسع صيغة المشناه وفقاً للمخطوطات اليدوية التي بحوزتنا. ويوجد به صدى مسبق للأسلوب التحليلي الأكاديمي للمشنا في عصرنا.
- تفسير «شرف إسرائيل» للرابي يسرائيل ليفشتيس (ألمانيا1782-1860) هو تفسير متسلسل ويعد سهل نسبياً. ويوجد به أيضا مجادلات طويلة، والتي انفصلت عن التفسير الأساسي في نسخة فيلنا. ومنذ ذلك الحين أُعْطِيَ التفسير الأساسي عنوان «يكين» وللمجادلات عنوان «بوعز» (على اسم العمودين) يكين وبوعاز. ويوجد به أيضا تلخيص للشرائع المتعلمة بالمشناه باسم «هلختا قفيرتا» الذي يظهر في نهاية الفصول في سيدر زرعيم وسيدر موعاد وسيدر طهورت.
- تفسير «كاف ونكي» (أمستردام 5424-5457) للرابي اليشع بن افراهام من غروندو يشير في مختصره، وتمت طباعته أكثر من ثلاثين مرة منذ أن نُشِرَ. ومؤخراً (5752-5767)، دُمِجَ التفسير في طبعة جديدة «مشناه سدورها» (المشناه المُرتبة).

### التفاسير الحديثة
- حاييم نحمان بياليك بدأ هو الآخر في كتابة تفسير، لكنه توقف عن كتابته فقط على سيدر زرعيم (تل أبيب، دار نشر دفير 1932).
- البروفيسور حنوخ البك كتب تفسير قصير وسهل، بإضافة ملاحظات طويلة في نهاية المجلدات، وتشكيل المشناه في هذه الطبعة مر بتدقيق صارم، لكن لم يخضع النص لنفس التدقيق الصارم. ولا يوجد في نسخة بياليك طبعة علمية كاملة للمشنا. وطبعة بيالبك كُتبت في إطار استكمال عمل بياليك السابق الذي لم يُكتمل.
- مسخيوت عديدة نُشرت في طبعات علمية كرسائل دكتوراة: سوخا (الحاخام فوكس) نيدا (ت. ميتشم) عوفدا زاراه (دافيد روزنتال)، أهلوت، شبات، عيروفين (إفراهام جولدبرج). والبروفيسور دافيد روزنتال استكمل رسالته عن الطبعة العلمية الخاص بكل سيدر نزيكيم.
- طبعة مشنا زرعيم مع تبديل صيغ مفصلة نشرها معهد التلمود الإسرائيلي.
- معمل المشناه التابع للأكاديمية الوطنية الإسرائيلية للعلوم جَمَع كل المخطوطات اليدوية وقطع القنيزا الخاصة بالمشناه بهدف الاستخراج منها على المدى الطويل طبعة علمية.
- نشر الرابي اليعازر ليفي «المشناه المفسرة» في ستة مجلدات (تل أبيب، دار طبع سيناي، 1952). وهو تفسير واضح يدمج أقوال المشناه بأكملها بشكل متواصل داخل التفسير. وطُبع المقدمة بقلم الحاخامين الإسرائيليين الرئيسيين آنذاك الرابي هرتسوج والرابي اونترمان، ومن داخل «برتنورا». وهذا التفسير لم يحظى بتأثير كبير في الأساس، بسبب نشره بعد تفسير الرابي بنحاس كهتي.
- التفسير الأكثر شعبية كتبه الرابي بنحاس كهتي. وهذا التفسير ظهر لأول مرة ضمن منشور لتعليم المشناه اليومية والشريعة اليومية «الذي طُبع بواسطة» هيكال شلومو «في القدس في نهاية الخمسينيات ومستهل الستينيات من القرن العشرين، وبعد ذلك طُبع من جديد بشكل مستقل تحت عنوان مشنيوت مبوأروت- التعاليم الموضحة» في عام 1970. وهذا التفسير نُشر في التسعينيات في طبعتين، أحدهما تحت شرح الرابي عوفاديا مبرتنورا.
- تفسير آخر رأى النور مؤخراً هو «مشنا ارض إسرائيل»: وهو تفسير اجتماعي وتاريخي للمشنا. وهذا التفسير الذي بدأ في كتابته البروفيسور زائيف سفراي سوياً مع والده وأخواته (البروفيسور شموئيل سفراي والبروفيسور حنا سفراي) يستعين باكتشافات أثرية وأبحاث تاريخية واجتماعية من أجل ألقاء الضوء على العقائد، وحتى الآن اُستكملت به طبعات مسيخت «شفيعيت» ومسيخت «شبات» ومسيخت «عيروفين» ومسيخت «بسحيم» ومسيخت «شكليم» ومسيخت «تعنيت-مقيلاه» ومسيخت «يوما» ومسيخت «برخوت».